# イ・スンヒョプ
イ・スンヒョプ（朝: 이승협、1992年10月31日 - ）は、韓国の歌手、俳優、モデルである。ロック・バンドN.Flyingのボーカル担当。

## 略歴
2013年、N.Flyingのメンバーとして活動開始。2014年、膝の負傷のために2回も手術が行われたため、軍事入隊が免除されたと判断された。
2015年、AOAのソリョンと共にファッションブランド「バッカロ」の広告モデルとして活動した。
2015年4月、ジミンと共にコラボレーション曲で「GOD」がリリースされた。

## 出演

### テレビドラマ
- エンターテイナー（2016年、SBS）
- 世界のすべての愛 シーズン3（2017年）
- 君を守りたい（2017年、OCN）
- 最高のチキン（2019年、MBN）
- わかっていても（2021年［Netflix］）
- 流れ星（2022年）
- ソンジェ背負って走れ（2024年、tvN）
- となりのMr.パーフェクト（2024年、tvN）

### バラエティ番組
- キングオブマスクシンガー（2019年、MBC）